# Bousséra
Pour le département, voir Bousséra (département).
Bousséra est une commune rurale et le chef-lieu du département de Bousséra situé dans la province du Poni de la région Sud-Ouest au Burkina Faso.

## Géographie
Bousséra est situé à environ 10 km à l'est de Gaoua, la métropole régionale, et à 5 km de la route nationale 11 menant à l’extrémité sud du pays.

## Santé et éducation
Bousséra accueille un centre de santé et de promotion sociale (CSPS) tandis que le centre médical avec antenne chirurgicale (CMA) de la province se trouve à Gaoua.